# Trandolapril
Il  Trandolapril  è un principio attivo di indicazione specifica contro l'ipertensione, che agisce sulla funzione del sistema renina-angiotensina-aldosterone.

## Farmacodinamica
Il trandolapril appartiene alla classe farmacologica degli ACE-inibitori. Come tutti i farmaci di questa classe, inibisce l'enzima convertitore dell'angiotensina, bloccando la produzione di angiotensina II.

## Indicazioni
È utilizzato in cardiologia contro l'ipertensione, episodi di scompenso cardiaco (non autorizzato in Gran Bretagna e in Italia) e in seguito ad un infarto miocardico acuto.

## Controindicazioni
Sconsigliato in persone che usano diuretici, e la funzionalità epatica dovrebbe essere controllata durante la somministrazione del farmaco.

## Dosaggi
- Ipertensione, 0.5 mg al giorno
- Come profilassi dopo un infarto miocardico acuto,  0.5 mg al giorno (dose massima 4 mg al giorno).

## Effetti indesiderati
Alcuni degli effetti indesiderati sono angioedema, cefalea, dispepsia, leucopenia, vertigini, nausea, diarrea, vomito, febbre, neutropenia, ipoglicemia, discrasia ematica, affaticamento, porpora, vasculiti, ipotensione, anemia, broncospasmo, rash, artralgia, tachicardia, sindrome di Stevens-Johnson, astenia, alopecia, bronchite, dispnea.